# Leorința-Șăulia, Mureș
Leorința-Șăulia este un sat în comuna Șăulia din județul Mureș, Transilvania, România.